# Joseph Bonanno
Joseph Bonanno, all'anagrafe Giuseppe Bonanno, e soprannominato Joe Bananas (Castellammare del Golfo, 18 gennaio 1905 – Tucson, 11 maggio 2002), è stato un mafioso italiano naturalizzato statunitense, legato a Cosa nostra statunitense e capo della famiglia mafiosa di New York che porta il suo nome.

## Biografia
Giuseppe Bonanno nacque a Castellammare del Golfo, in provincia di Trapani, il 18 gennaio 1905. Il padre Salvatore faceva parte della cosca mafiosa locale e nel 1908 si trasferì a Brooklyn insieme alla sua famiglia per sfuggire ad una condanna, ritornando in Sicilia nel 1911 per via di una faida scoppiata a Castellammare del Golfo con la cosca rivale dei Buccellato, che si concluse nel 1913, quando Salvatore Bonanno uccise il capo rivale Felice Buccellato, che venne ritrovato orribilmente sfigurato all'interno di un sacco di tela. 
Nel 1915 Bonanno rimase orfano del padre Salvatore, che morì per un attacco cardiaco, e nel 1920 perse anche la madre, frequentando in questo periodo l'Istituto nautico di Palermo per qualche mese. Nel 1924 Bonanno venne schedato come antifascista insieme al cugino Pietro Magaddino e, per sottrarsi alle procedure in corso, si trasferì clandestinamente prima a Cuba e in Florida e poi arrivò a Brooklyn; fu qui che Bonanno venne arrestato per possesso di un'arma illegale ma venne rilasciato perché le accuse furono ritirate e si unì ad una cosca di compaesani castellammaresi guidata dal mafioso Nicolò Schirò, che in seguito venne sostituito da Salvatore Maranzano, il quale guidò la cosiddetta «Guerra castellammarese» contro Joe Masseria, capo della Famiglia Morello, nella quale Bonanno si distinse come vicecapo di Maranzano. Uscito vittorioso dal conflitto nel 1931, Maranzano si fece nominare «capo dei capi» ma venne assassinato su ordine di Lucky Luciano; Bonanno allora prese il comando della cosca castellammarese e si associò a Luciano, diventando uno dei membri della «Commissione», l'apposito organismo che aveva il compito di governare gli affari della «Cosa Nostra». Secondo evidenze scoperte di recente, a New York, nel 1943, pare ordinasse l'assassinio dell'anarchico antifascista e antistaliniano Carlo Tresca (V.); è tuttora controverso se su suggestione di centrali fasciste americane o se per ordine di Mosca. Tresca aveva partecipato al comitato Dewey, in difesa di Trockij contro le accuse infamanti di Stalin.
Dopo aver ottenuto il controllo della Famiglia, Bonanno scelse suo cugino Frank Garofalo come vicecapo, mentre il suo amico e socio John Tartamella come "consigliere"; oltre a controllare il gioco d'azzardo, l'usura e le lotterie clandestine a Brooklyn attraverso i suoi capidecina, Bonanno acquistò ristoranti ed imprese di costruzioni e d'abbigliamento per riciclare il denaro sporco e facilitare le attività illecite. Nel 1931 sposò Fay Labruzzo, sorella di un suo capodecina, da cui ebbe due figli e una figlia, e ottenne la cittadinanza statunitense nel 1945. Nel 1952 Bonanno inviò il suo nuovo "consigliere" Carmine Galante a Montréal, in Canada, per organizzare un traffico di stupefacenti, associandosi al gangster calabrese Vic Cotroni. Nel 1956 Salvatore, figlio primogenito di Bonanno, sposò Rosalie Profaci, nipote di Joe Profaci, il capo dell'omonima Famiglia, e ciò rafforzò l'alleanza tra le due Famiglie mafiose.
Nel 1957 Bonanno compì un viaggio in Sicilia accompagnato da Carmine Galante e, dal 12 al 16 ottobre, partecipò ad una serie di incontri che si tennero presso il Grand Hotel et des Palmes di Palermo con John Bonventre e Frank Garofalo, esponenti della sua Famiglia, ed altri mafiosi americani (Lucky Luciano, Santo Sorge, Vito Vitale e John Di Bella, esponente della Famiglia Genovese di New York) e siciliani (Gaspare Magaddino, Cesare Manzella e Giuseppe Genco Russo): gli inquirenti dell'epoca sospettarono che si incontrarono per concordare l'organizzazione del traffico degli stupefacenti, dopo che l'incombente rivoluzione castrista a Cuba (1956-57) aveva privato i mafiosi siciliani ed americani di quell'importante base di smistamento per l'eroina; secondo il collaboratore di giustizia Tommaso Buscetta, durante questi incontri Bonanno discusse insieme ad alcuni mafiosi siciliani sulla creazione di una «Commissione» sul modello di quella dei mafiosi americani, che doveva assicurare l'ordine nelle file dell'organizzazione. Qualche tempo dopo, Bonanno partecipò alla riunione di Apalachin, nello stato di New York, insieme ai rappresentanti di tutte le Famiglie degli Stati Uniti, ma l'incontro venne scoperto dalla polizia locale, che fermò parte dei partecipanti, compreso Bonanno, che però venne rilasciato perché non vi era alcuna prova per trattenerlo.
Dopo la morte di Joe Profaci nel 1962, il vicecapo Joseph Magliocco assunse il comando della sua Famiglia e si legò a Bonanno come il suo predecessore; infatti Bonanno e Magliocco consideravano pericolosi Carlo Gambino, capo dell'omonima Famiglia, e Gaetano "Tommy" Lucchese, capo di un'altra Famiglia di New York, perché avevano appoggiato i fratelli Gallo, acerrimi nemici di Magliocco, ed incaricarono il mafioso Joseph Colombo di assassinarli. Colombo però preferì informare Gambino e Lucchese, che portarono Bonanno e Magliocco dinanzi alla «Commissione», ma Bonanno non si presentò mentre Magliocco venne costretto a ritirarsi a vita privata e a cedere il comando della sua Famiglia a Joseph Colombo; successivamente, nell'ottobre 1964, Bonanno inscenò un sequestro, facendo credere che lo avevano rapito e ucciso: in realtà aveva lasciato clandestinamente gli Stati Uniti e si era rifugiato a Tunisi per qualche tempo per ingannare Gambino e Lucchese. Nello stesso periodo Gaspar DiGregorio, un capodecina di Bonanno, assunse il comando della Famiglia appoggiato da Gambino, Lucchese e dagli altri membri della «Commissione» ma si scontrò con la fazione guidata dal figlio primogenito di Bonanno, Salvatore, che voleva il ritorno del vecchio capo. Nel 1966 Bonanno si consegnò alle autorità per comparire dinanzi ad un grand jury e nel 1968 ebbe un attacco di cuore, decidendo di ritirarsi a vita privata insieme al figlio Salvatore nella sua casa di Tucson, in Arizona.
Nel 1980 Bonanno venne arrestato per ostruzione alla giustizia, venendo condannato a cinque anni di carcere ma scontò soltanto otto mesi perché la pena venne ridotta causa dei suoi problemi di salute. Nel 1983 Bonanno tentò di riabilitare la sua immagine pubblicando l'autobiografia «A Man of Honor», scritta da un suo collaboratore, che indusse le autorità statunitensi a convocarlo dinanzi ad un grand jury per interrogarlo sul contenuto del libro; Bonanno però rifiutò di presentarsi e venne condannato a quattordici mesi di carcere per oltraggio alla corte. Dal libro è stato tratto un film, Bonanno - La storia di un padrino.

### Morte
Joseph Bonanno morì nella sua casa di Tucson l'11 maggio 2002, all'età di 97 anni.

## Opere
- Uomo d'onore, Mondadori, 1985